# واقعة 31 مارس
|                                                                  |  |                                |
| استقالة وزارة الصدر الأعظم حسين حلمي باشا بناء على طلب المتمردين |  | وتعيين وزارة توفيق باشا مكانها |

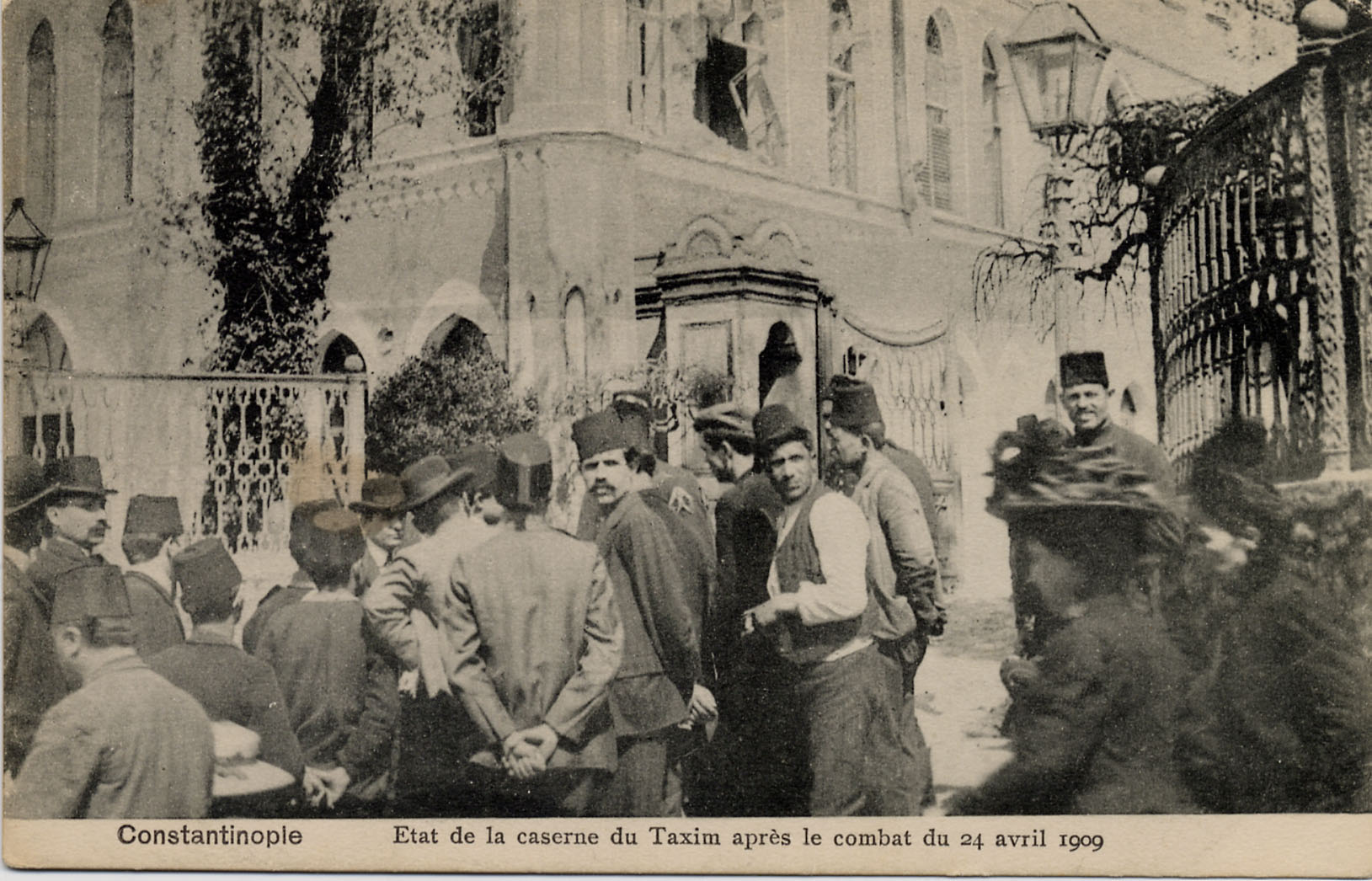
واقعة 31 مارس في تقسيم

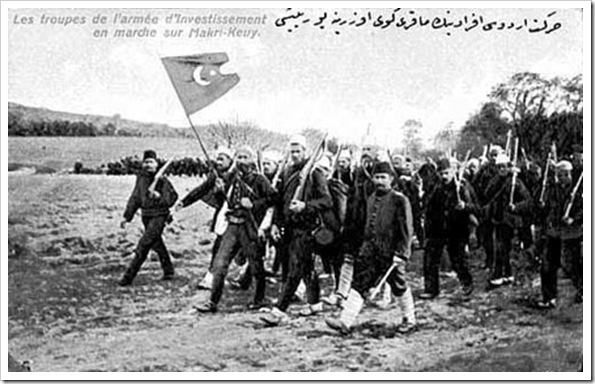
مسير جيش الحركة في باقر كوي

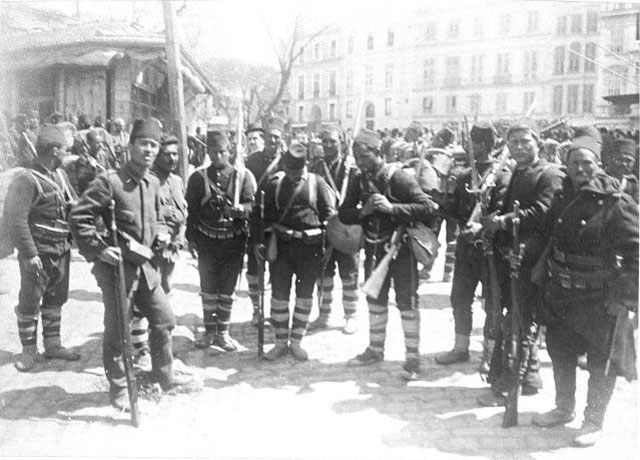
جنود جيش الحركة في تقسيم

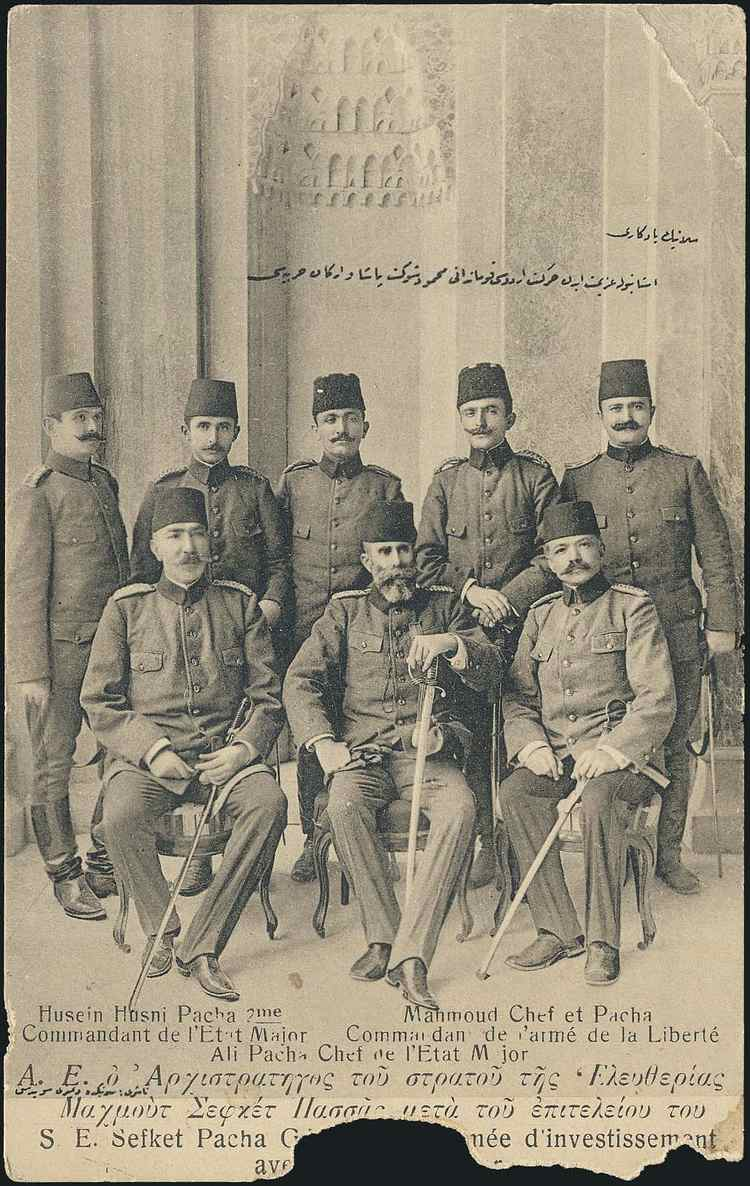
مجموعة من قادة جيش الحركة

واقعة 31 مارس (بالتركية: 31 Mart Vakası أو 31 Mart Olayı أو 31 Mart Hadisesi أو 31 Mart İsyanı)‏ وتسمى أحيانًا بالثورة المضادة 1909، وهي أزمة سياسية حدثت داخل الدولة العثمانية خلال العصر الدستوري الثاني بعد فترة وجيزة من نجاح ثورة تركيا الفتاة 1908 وتمكن جمعية الاتحاد والترقي في استعادة دستور 1876 وإنهاء الحكم المطلق للسلطان عبد الحميد الثاني. والحادثة هي رد فعل سلبي من قبل مؤيدي الحكم المطلق والديني من الجماعات المعارضة للتأثير العلماني لجمعية الاتحاد والترقي. وهي محاولة لإلغاء العصر الدستوري الثاني للسلطنة واستبدالها بحكم السلطان والخليفة عبد الحميد الثاني.
بدأت الأزمة بتمرد بين نخبة القوات المقدونية في حامية اسطنبول ليلة 12-13 أبريل 1909 (بالتقويم القديم [الإنجليزية] 30-31 مارس) 1909 إلا أنه تحول فيما بعد إلى شكل ديني نتيجة لدعاية المتمردين. وسرعان ما أصبحت الاضطرابات خارج نطاق السيطرة حيث انضمت عناصر أخرى من حامية المدينة إلى التمرد، واتحدت في ساحة السلطان أحمد للمطالبة بإعادة تطبيق الشريعة. ولم يكن واضحًا إن كانت تلك الواقعة عملاً مخططًا وواعيًا أم لا، وأيضا لا يمكن تحديد أسبابها. فكانت استجابة حكومة الصدر الأعظم حسين حلمي باشا الموالية للاتحاد والترقي ضعيفة، وبحلول ظهر يوم 13 أبريل انهارت سلطتها في العاصمة. وقبل السلطان استقالة حلمي باشا وعين حكومة جديدة خالية من نفوذ الاتحاديين بقيادة أحمد توفيق باشا. وسيطر جنود المتمردين على إسطنبول لمدة سبعة أيام. وفر أعضاء الاتحاد والترقي من المدينة إلى قاعدة سلطتهم في سالونيك، حيث أعلنوا أن الوزارة الجديدة غير قانونية وحاولوا حشد العلمانيين والأقليات لدعم قضيتهم. لفترة وجيزة ادعت كل من السلطتين المتنافستين أنها تمثل الحكومة الشرعية.
تم قمع التمرد الذي قتل فيه نائب ووزير وعدد غير محدد من الجنود والمدنيين. واستعادت الحكومة السابقة موقعها عندما اندمجت عناصر من الجيش الثالث في سالونيك والجيش الثاني في أدرنة وانضم إليها طواعية شعب روملي وجميعهم كان متعاطفًا مع حزب الاتحاد والترقي في تنظيم جيش الحركة، فدخلت إسطنبول في 24 أبريل بعد ثلاثة أيام من القتال، فأعلنت الأحكام العرفية. وفي 27 أبريل تم عزل عبد الحميد الثاني بعد أن اتهمه البرلمان بالتواطؤ مع الانتفاضة. وعينوا شقيقه محمد الخامس سلطانًا على الدلولة. تمت محاكمة الذين شاركوا ودعموا الثورة، فأعدم 70 شخصًا، وحُكم على 420 شخصًا بأحكام مختلفة بالسجن. وأصبح محمود شوكت باشا الجنرال العسكري الذي نظم وقاد جيش الحركة الشخصية الأكثر نفوذاً في النظام الدستوري الجديد. ومع ذلك يعتبر بعض الباحثين أن الواقعة هي محاولة انقلاب عسكري فاشل وليس انتفاضة رجعية.
تم بناء نصب تذكاري وطني باسم نصب الحرية [الإنجليزية] (بالتركية: Âbide-i Hürriyet)‏ في إسطنبول تخليدا لذكرى أولئك الذين لقوا حتفهم في حادث 31 مارس.

## البداية
أدت الإصلاحات التعليمية في عهد عبد الحميد الثاني (1876-1909) إلى ازدياد الفكر السياسي الليبرالي القادم من أوروبا الغربية، وخاصة بين الشباب المهنيين والضباط العثمانيين. فظهرت حركة سرية للإصلاحيين تُعرف باسم تركيا الفتاة للضغط من أجل استعادة الملكية الدستورية والإصلاح السياسي. كانت هذه المطالب مستوحاة جزئيًا من العثمانيين الشباب، وهي جمعية سرية من المثقفين أجبرت عبد الحميد على سن دستور ليبرالي خلال الحقبة الدستورية الأولى قصيرة الأجل (1876-1878).
في يوليو 1908 قادت منظمة ثورية سرية تسمى جمعية الاتحاد والترقي تمردًا في مقاطعات البلقان التابعة للسلطنة مما أجبر السلطان على إعادة دستور 1876، فيما أصبح يعرف باسم ثورة تركيا الفتاة. لم يتولى الاتحاد والترقي المنقسم داخليًا والذي يفتقر إلى برنامج سياسي متفق عليه تولي الحكومة؛ وبدلاً من ذلك اختار التأثير على النظام البرلماني الجديد غير المستقر من بعيد، وبقي مقر لجنته المركزية في سالونيك. نفذت حكومة كامل باشا المؤقتة سلسلة من الإصلاحات الديمقراطية والإدارية، حيث ألغت الشرطة السرية وألغت سلطات الرقابة على الصحافة، وسمحت بحملة سياسية حرة قبل الانتخابات العامة التي أجريت خلال شهري نوفمبر وديسمبر. لذا فقد ظهر هيكل سياسي جديد وعقلية جديدة في الدولة العثمانية، إلا أن هناك قسم لم يكن مرتاحًا لتلك العقلية الجديدة؛ فبدأت الجمعية بالضغط على الصحف المنتقدة لها، وأيضًا على التجار الذين يبيعون تلك الصحف. فازداد الاستقطاب والتوتر في كل من المجتمع المدني والجيش مما خلق فيها بيئة تمرد. وقد جرى عدد من الانتفاضات الصغيرة المؤيدة للحكم القديم في إسطنبول، لكن قمعت جميعها في وقت قصير.
أراد الاتحاديون تقوية وجودهم أمام حكومة كامل باشا التي لم يتمكنوا من السيطرة عليها بعد، فعقدوا المؤتمر الثالث في سالونيك في نهاية سبتمبر. وقاموا بنقل ثلاثة كتائب رماة من الجيش ووضعها في طاشكيشلا مما أشعل فتيل التوتر مع الحكومة. فتلك الكتائب تعد من أنصار الاتحاد والترقي، وقد أرادت الجمعية زيادة أعدادهم في إسطنبول بحجة التهديد البلغاري، إلا أن حكومة كامل باشا فضلت مغادرتها بأسرع وقت ممكن خوفًا من استخدامها في الثورة ضدها.
خسرت الدولة العثمانية في 1908 أجزاء كبيرة من أراضيها الأوروبية بسبب تعديات القوى الأجنبية ونشاط الأقليات العرقية للسلطنة: ففي 5 أكتوبر 1908 أعلنت بلغاريا استقلالها [الإنجليزية]، وفي اليوم التالي ضمت النمسا-المجر البوسنة، وانضمت دولة كريت إلى اليونان. خففت تلك الخسائر من الشعور بالغبطة الشعبية التي أعقبت إعادة إنشاء البرلمان، وأدى النقاش السياسي المفتوح إلى كشف الانقسامات القائمة. رأى المسلمون الحكومة الجديدة عاجزة في مواجهة ضغوط القوى الأوروبية، في حين أن وعود الحكومة باستعادة الأراضي المفقودة أزعجت الأقليات التي كانت تأمل في قدر أكبر من الحكم الذاتي أو الاستقلال. جاء أحد أكبر التهديدات من مؤيدي الشريعة الذين ثاروا ضد الطبيعة العلمانية للدستور الجديد والمساواة مع غير المسلمين. وبحجة أن تتبني التكنولوجيا الغربية لم يكن بحاجة إلى أن يكون مصحوبًا بالابتعاد عن الشريعة الإسلامية. انتشر هذا الرأي على نطاق واسع في جميع أنحاء المجتمع العثماني، وربما تمتع الإسلاميون بالدعم الخاص لعبد الحميد، على الرغم من إعلانه لصالح الدستور الجديد.
في أكتوبر 1908 ازداد السخط داخل الجيش بشأن قضية الضباط «الفوجيين» و «العلمانيين». فالإشاعات التي أفادت أنه سيتم تسريح ضباط الفوج الذين تدربوا على النظام القديم قد زادت من تدهور علاقات ضباط الفوج مع الطلبة. فسياسة جمعية الاتحاد والترقي رأت أن أهم سبب لعدم الانضباط في الجيش هو الهروب من التدريب بحجة العبادة، مما جعله منفتحًا مع الدعاية الدينية العسكرية. وكذلك كان للأسلوب الاستفزازي المستخدم في مقالات الصحف مثل فولكان وميزان في تلك الفترة تأثير على الذين تضرروا من ممارسات الاتحاد والترقي. وخصوصا صحيفة فولكان التي رأسها درويش وحيدتي «التي تم تمويلها ورعايتها من الإنجليز» قد لعبت دورًا مهمًا في واقعة 31 مارس. وتضمنت أحيانًا وجهات نظر لامركزية للأمير صباح الدين. فأصبحت الجهاز الإعلامي لحزب الاتحاد المحمدي [التركية] الإسلامي الذي نال دعم ضباط وجنود الفوج.
بدأت حركات تمرد تظهر من داخل الجيش. وحادثة طاشكيشلا هي أهم تمرد عسكري قبل واقعة 31 مارس. ففي أكتوبر 1908 قمعت بدموية انتفاضة 87 رجلاً من الذين كانوا ينتظرون تسريحهم بعد انتهاء خدمتهم العسكرية في طاشكيشلا، وذلك بعد تمديد خدمتهم العسكرية. وتسبب حظر عرض مسرحية على الجنود في ديسمبر 1908 في انتفاضة ثانية. ووقعت اشتباكات عنيفة عندما اقتحم الجنود المسرح قائلين:«يجب أن يحرم على الضباط كما حرم علينا». استمرت الانتفاضات في القطاع العسكري مع انتفاضة طلاب الأكاديمية العسكرية في 23 يناير 1909. اشتكى الطلاب من الجمود الشديد للوائح المدرسة وصعوبة تعلم اللغات الأجنبية؛ نتج عن الحادث طرد 60 طالبًا من المدرسة. ووقعت حوادث في مارس 1909 عندما طُلب من جنود أتراك الانضمام إلى فوج الزحف الذي كان يتألف من أصول ألبانية وعربية، وكان يشكل جزءًا من فوج الحراسة الخاص لعبد الحميد خلافًا للتقاليد. في كل هذه الأحداث أدى استخدام كتائب الرماة التي أحضرت من سالونيك ضد الوحدات المتمردة إلى شعور عام بالعداء داخل الجيش الأول تجاه تلك الكتائب.
بعد الإطاحة بحكومة كامل باشا التي اصطدمت بجمعية الاتحاد والترقي في 4 فبراير 1909، استلم الاتحاد والترقي رسمياً الحكومة بتعيين حسين حلمي باشا الصدر الأعظم.
جرت عدة جرائم قتل سياسية نتيجة لازدياد الاستقطاب وعدم التسامح في المجتمع. إحدى تلك الجرائم كانت مقتل حسن فهمي بك رئيس تحرير صحيفة سربستي يوم الأربعاء 7 أبريل 1908، عندما كان يسير على جسر مع صديقه أرطغرل الصقر. وقيل إن الاتحاد والترقي له دور في مقتله. فظهرت أجواء سلبية ضد الجمعية بعد جريمة القتل هذه أدت ببعض الاتحاديين إلى الاستقالة من الحزب. تحولت بيئة النشطة للأفكار والأفعال إلى بيئة عنف بعد مقتل حسن فهمي كاتب افتتاح صحيفة سربستي.

## اندلاع التمرد
بدأت الأزمة بتمرد القوات المقدونية من الجيش الأول «التي أحضرت من روملي إلى إسطنبول واستقرت في طاشكيشلا» ليلة 12-13 أبريل 1909 (ليلة 30-31 مارس في التقويم القديم) فاستولوا على مقر قيادة الثكنات وسجنوا بعض الضباط. وفي الصباح غادر الجنود الثكنات واتجهوا نحو ساحة آيا صوفيا، امتد التمرد إلى ثكنات أخرى. وتجمع الجنود الذين كان عددهم بين 5-6 آلاف في الساحة وعلقوا عبارة «نريد الشريعة عاش السلطان». كما حضر المئات من علماء الدين وانضم إليهم طلبتهم، فألقوا خطبًا تفيد بأن الضباط العلمانيون حاولوا كسر الجيش، وأن الأحكام الدينية قد تم سحقها بالأقدام، وأن كل هذا سببه جمعية الاتحاد والترقي.
وحاصر المتمردون مبنى البرلمان [التركية] القريب من الميدان بعد تزايد الحشد. طلبوا من الحكومة إقالة محمود مختار باشا ووزير الحرب، وإعادة ناظم باشا وزير الحرب السابق. وفي وقت قصير سيطر المتمردين على جميع مناطق إسطنبول. وحاولت الحكومة العثمانية بعد موافقتها لمطالب المتمردين، تسليمها للمتمردين، في حين احتل المتمردون مبنى البرلمان المحاصر. فأصيب وزير البحرية رضا باشا بجروح خطيرة. وبعد مقتل النواب ونهب مطابع شريعت أمت وطنين، فاستقال حلمي باشا بناء على طلب السلطان. تمشيا مع آراء المتمردين تم تعيين توفيق باشا صدر أعظم في 14 أبريل 1909.

## الأزمة السياسية
ناشد حزب الاتحاد والترقي محمود شوكت باشا قائد الجيش العثماني الثالث المتمركز في سالونيك لقمع الانتفاضة. فأنشأ شوكت باشا بدعم من قيادة الجيش العثماني الثاني في أدرنة قوة ضاربة اسمها «جيش الحركة»، وبلغ تعدادها من 20,000 إلى 25,000 جندي عثماني. تتألف الفرقة الحادية عشرة الاحتياطية (الرديف) المتمركزة في سالونيك من الحرس المتقدم لجيش الحركة وكان رئيس أركانها مصطفى كمال باشا.
انضم إلى جيش الحركة 15,000 متطوع منهم:4,000 بلغاري و 2,000 يوناني و 700 يهودي. بالإضافة فقد دعم الألبانيان تشيرشيز توبولي وبيرم سوري جيش الحركة وجلبوا معهم 8,000 ألباني. وجلب الرائد أحمد نيازي بك معه 1,800 جندي من رسنه. وخلال وقت قصير عاد الأعضاء الاتحاديين فتحي أوكيار وحافظ حقي وأنور بك من مناصبهم في السفارات العثمانية في الخارج وانضموا إلى محمود شوكت قبل وصوله إلى إسطنبول. نقل الجنود بالقطار مساء يوم 14 أبريل إلى جتالجة، ثم هاديمكوي ووصلوا لاحقًا إلى أياستيفانوس (يشيلكوي الحالية) الواقعة على أطراف إسطنبول. وبعد وصوله إسطنبول في 19 أبريل أصدر الجيش بيانا لأهالي المدينة وضح فيه هدفه، فقد كتب مصطفى كمال البيان المنشور بتوقيع حسين حسني باشا. ثم أرسل الإعلان إلى هيئة الأركان العامة عن طريق التلغراف وووزع على الأهالي في الشوارع. فأرسل البرلمان العثماني وفدًا إلى مقر الجيش ساعيا لمنعه من الاستيلاء على إسطنبول بالقوة. ولكن جيش الحركة حاصر العاصمة في 17 أبريل 1909.
بقي السلطان في يلدز وعقد مؤتمرات متكررة مع الصدر الأعظم توفيق باشا الذي أعلن:
استمرت المفاوضات لمدة ستة أيام. وكان المفاوضون هم الأدميرال عارف حكمت باشا وعمانوئيل قره صو أفندي (كاراسو) وأسعد باشا توبتاني وآرام أفندي والعقيد غالب بك. ولكن عندما ظهرت علامات على توسع الصراع إلى الجمهور، دخلت قوات الحركة العاصمة.

## قمع الثورة

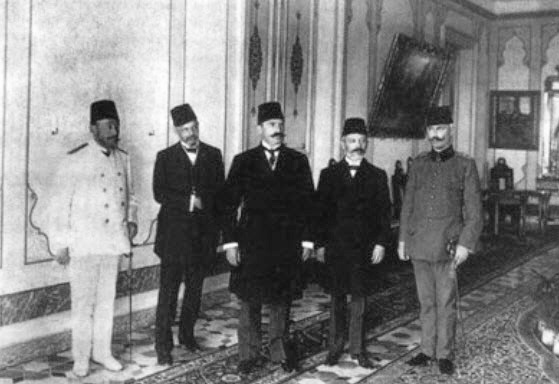
اللجنة التي أبلغت السلطان عبد الحميد الثاني بعزله

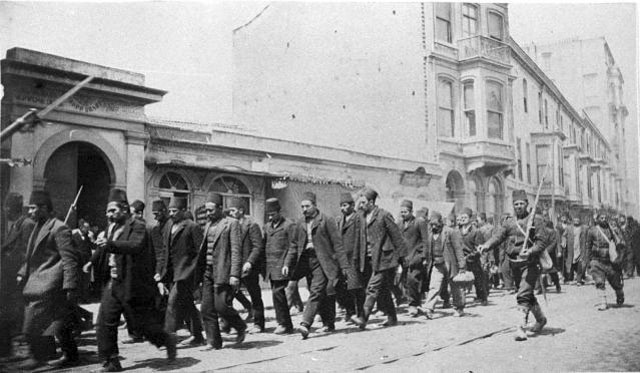
سجناء أحداث واقعة 31 مارس

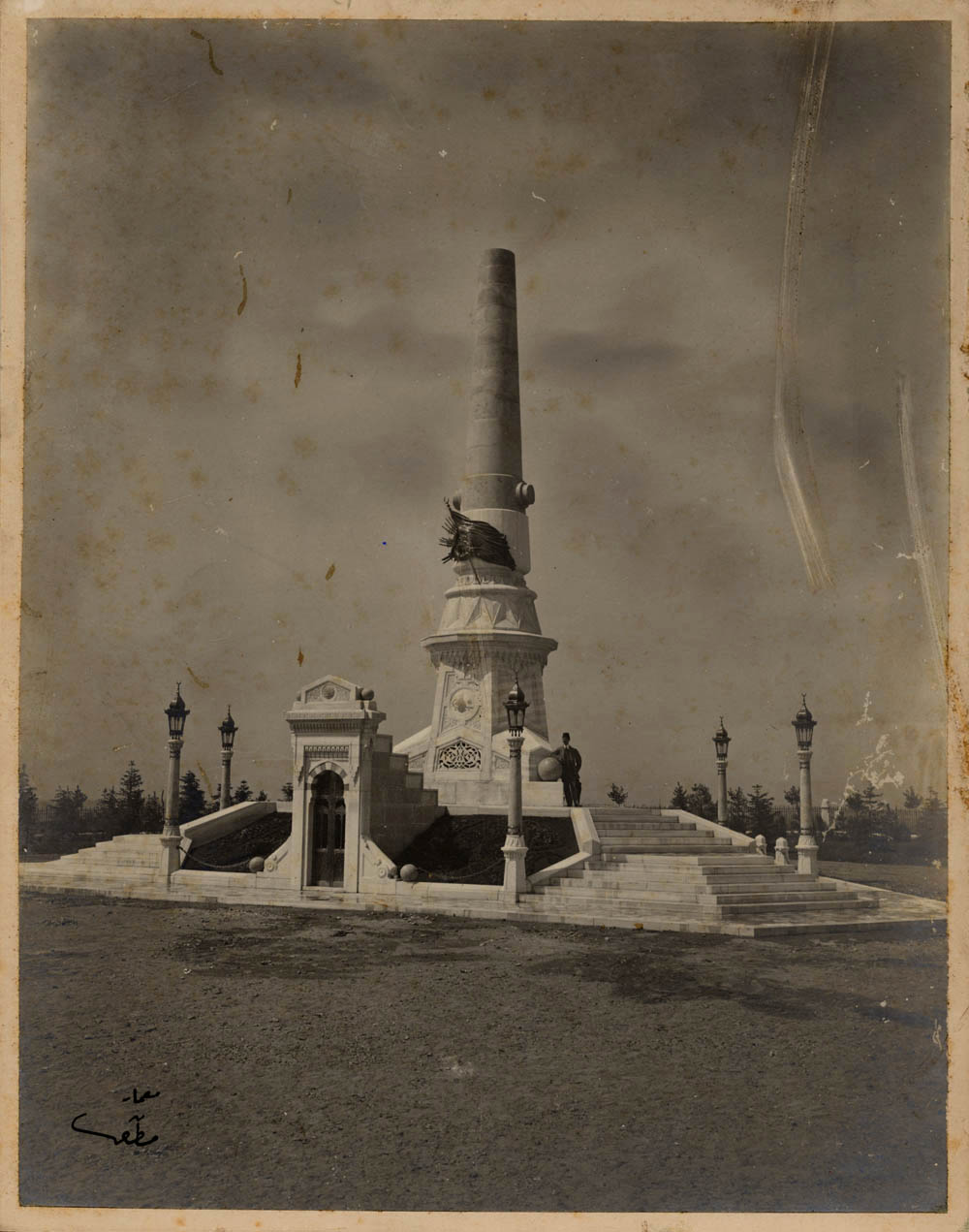
نصب الحرية في اسطنبول

في 24 أبريل بدأ جيش العمل باحتلال المدينة في الصباح الباكر من خلال العمليات العسكرية التي قادها الألباني علي باشا كولونجا، والتي استعادت المدينة ببعض المقاومة من المتمردين. وقاومت ثكنات طاكيشلا وتقسيم مقاومة قوية وبحلول الساعة الرابعة بعد الظهر استسلم المتمردون المتبقون.
هاجمت القوات المقدونية ثكنتي تقسيم وطشكيشلا. كان هناك قتال عنيف في الشوارع في الحي الأوروبي حيث كانت بيوت الحراسة تحت سيطرة الفيلق الأول للجيش. كانت هناك نيران كثيفة من القوات المقاومة في ثكنات طشكيشلا ضد القوات المهاجمة. وكان لا بد من قصف الثكنات وتعرضت لتدمير شبه كامل من المدفعية الموجودة على مرتفعات فوق الثكنات قبل أن تستسلم الحامية بعد عدة ساعات من القتال وبخسائر فادحة. بنفس القدر من اليأس كان الدفاع عن ثكنات تقسيم. قاد الهجوم على ثكنة تقسيم أنور بك. وبعد معركة قصيرة سيطروا على القصر في 27 أبريل.
تخلى عن السلطان عبد الحميد معظم مستشاريه، وناقش مجلس النواب مسألة ماإذا كان سيسمح له بالبقاء على الحكم أو الإطاحة به أو حتى إعدامه. اعتُبر قتل السلطان أمرًا غير حكيم لأن مثل هذه الخطوة قد تثير تعاطف وتعصب، وتغرق الدولة في حرب أهلية. من ناحية أخرى كان هناك من شعر أنه بعد كل ما حدث من المستحيل أن يعمل البرلمان مرة أخرى مع السلطان.

### نهب قصر يلدز
غارة يلدز هي غارة جيش الحركة (جيش سالونيك) على قصر يلدز خلال قمع ثورة 31 مارس. حيث قام جنود من جيش الحركة عند توجههم نحو إسطنبول لقمع انتفاضة 31 مارس بمداهمة قصر يلدز، فسرقوا الملابس والأطعمة، وألحقوا الدمار بالقصر.

فقدم تحسين ديميراي المعلومات التالية تحت عنوان «نهب يلدز»:

لم يقم الاتحاديين بإزاحة عبد الحميد فجأة من يلدز، بل أخذوا كل شيء ثمين من القصر مثل الجواهر والزمرد والياقوت واللؤلؤ، إلخ. قطع صغيرة من البضائع تبلغ قيمتها الملايين وفي نفس الوقت تشكل كنوزًا تاريخية تم تعبئتها في صناديق كبيرة وإحضارها إلى مكتب الحرب على الفور ووضعها في الطوابق السفلية للمباني المجاورة للباب الخارجي الكبير - أحدها هو مكتب الجامعة ووالآخر هو معهد الدراسات التركية.

وذكر شهرميني أبوبكر طبيران الذي أشرف على نقل الموجودات في مذكراته: «تم فتح الأبواب التي أغلقتها شخصيًا لاحقًا». متحدثًا عن نهب القصر.

وقال ممدوح باشا: «أولئك الذين شغلوا مناصب في الخدمة في قصر يلدز تم طردهم من قبل قوة الجيش وتعرضوا للضرب ووضعوا في زنازين الاعتقال في اليوم السابق للنهب. فبعد أن تم طرد السادة والأمراء والسلاطين والمحظيات أيضًا، نقل الضباط الجيش الجواهر والنقود (المعدنية والورقية) الموجودة في خزانة القصر».

## النتائج بعد قمع التمرد

### عزل السلطان عبد الحميد
مع سيطرة جيش الحركة على الوضع في إسطنبول بالكامل. برزت قضية تنازل عبد الحميد عن العرش. شعورًا بالأمان مع القمع التام للانتفاضة. فعاد البرلمان إلى مبناه في يشلكوي بالقرب من آيا صوفيا يوم 25 أبريل، ثم عقد اجتماعا خلف أبواب مغلقة يوم 27 أبريل برئاسة سعيد باشا لعزل السلطان، ولكن كانت هناك حاجة إلى فتوى، فتوى على شكل سؤال وأعطيت للعلماء للإجابة عليها والتوقيع. تم إحضار الشيخ نوري أفندي لتوقيع الفتوى. في البداية لم يكن نوري أفندي متأكدًا مما إذا كان عبد الحميد قد ارتكب الجرائم الثلاثة التي أثيرت في السؤال. اقترح في البداية أنه من الأفضل مطالبة السلطان بالاستقالة. وقد تم الإصرار على توقيع نوري أفندي على الفتوى. لكن نوري أفندي استمر في الرفض. أخيرًا أقنعه مصطفى عاصم أفندي، فوقع الفتوى ثم وقعها شيخ الإسلام المعين حديثًا محمد ضياء الدين أفندي [التركية] ليشرعها. وقد قُرئت الفتوى كاملة مع الإجابة على أعضاء المجتمعين:
ثم صوت المجلس بالإجماع على خلع عبد الحميد. فشكل المجلس لجنة من أربعة أعضاء من جمعية الاتحاد والترقي لإبلاغ السلطان عن خلعه ونفيه إلى سالونيك. وقد ضمت اللجنة نائب أرمني ويهودي واثنين من المسلمين الألبان لإظهار أن العثمانيين متحدين دائما، لكن تسبب هذا في انتقاد الاتحاديين بشدة واتهموا بأنهم صهاينة. وكان المتحدث الرسمي هو أسعد باشا توبتاني الذي قال:«لقد خلعتكم الأمة». أعرب بعض المسلمين عن استيائهم من أن غير المسلمين أبلغوا السلطان بعزله. ونتيجة لذلك كان غضب السلطان الشديد على توبتاني الذي شعر بأنه خانه، ووصفه بأنه «رجل شرير»، مذكرًا بأن عائلة توبتاني قد استفادت من رعاية السلطنة لها، وحصولها على امتيازات ومناصب رئيسية في الحكومة العثمانية. تم إعدام الألبان المنخرطين في الحركة المعادية للثورة مما تسبب في استياء المسلمين المحافظين في شكودر.

### المحاكمات
مع انتهاء الأحداث تم إعلان الأحكام العرفية في إسطنبول. وبدأت اعتقالات واسعة النطاق ضد المتورطين في أعمال الشغب. فانعقدت ثلاث محاكم عسكرية بغرض محاكمة المجرمين ومعاقبتهم؛ وتشكيل لجان التحقيق لإجراء تحقيقات أولية عن المعتقلين، ولكي يتمكن الجمهور من الإبلاغ عما يعرفه عن الأشخاص المتورطين في هذه الأحداث. وفي نهاية المحاكمات، حُكم على 70 شخصًا بالإعدام، و 420 بالسجن المؤبد وعدة أحكام بالسجن تبدأ من 6 أشهر، وحُكم على مئات الأشخاص بالنفي إلى أجل غير مسمى. وجرت عمليا الإعدام بالمشنقة في ساحات بايزيد وآيا صوفيا وكوبروباشي وكاسمباشا. استغرقت محاكمة درويش وحيدتي الذي قُبض عليه وهو يحاول الذهاب إلى إزمير بالقطار للهروب من بحر إيجه إلى بلد أجنبي أكثر من شهر. تم تجاهل دفاعه عن مرضه العقلي وشنق يوم 19 يوليو 1909 في ساحة آيا صوفيا. وجرت جنازة لضابطين و 42 جنديًا في منطقة أبده حريت التي أقيمت لشهداء 31 مارس وافتتح النصب في 23 مايو 1911.
تمكنت الانتفاضة باسم الإسلام من زعزعة استقرار نظام تركيا الفتاة في فترة قصيرة من الزمن، وكانت بمثابة صدمة لجمعية الاتحاد والترقي. استمر إرث تلك الواقعة أو الثورة المضادة بعد إنشاء الجمهورية التركية العلمانية كذكرى وصدمة بين الكماليين، نظرًا لأن معظمهم كانوا أعضاء في جمعية الاتحاد والترقي في العصر العثماني. بالنسبة للأشخاص الذين يدعمون العلمانية في تركيا، أصبحت الثورة المضادة بمثابة تذكير بخطر الأصولية الإسلامية. عندما يبدو أن نظام الحكم العلماني في خطر، غالبًا ما يتم الإشارة إلى حادثة 31 مارس.

## مزاعم الدعم الخارجي
اتهم بعض الكتاب بأن الإنجليز بزعامة السير جيرالد فيتزموريس (1865-1939) رئيس الترجمان في السفارة البريطانية، لهم يد خفية وراء هذه الانتفاضة الدينية. كانت الحكومة البريطانية قد دعمت بالفعل الإجراءات ضد الدستوريين في محاولة لتخفيف تأثير المتعاطفين مع الألمان داخل السلطنة منذ ثمانينيات القرن التاسع عشر. أيضًا وفقًا لهذه المصادر فقد تم توجيه هذا الانقلاب المضاد تحديدًا ضد فرع الاتحاد والترقي (سالونيك) الذي تفوق على فرع المنستير (بيتولا) المتعاطف مع البريطانيين.